# 不萊梅海外博物館
不萊梅海外博物館（德語：Übersee-Museum Bremen）是位於德國城市不萊梅市的一座自然史博物館，收藏來自世界各地的自然史藏品。博物館的建築自1993年開始被列為保護建築。